# Pierre Lagarde (peintre)
Ne doit pas être confondu avec Pierre de Lagarde ou Pierre Lagarde (écrivain).
Pour les articles homonymes, voir Pierre Lagarde et Lagarde.
Pierre Eugène Lagarde né le 2 décembre 1853 à Paris, ville où il est mort le 12 décembre 1910, est un peintre français.

## Biographie
En 1875, le maire du 15e arrondissement de Paris, Sextius Michel, propose la décoration des murs de la salle des mariages de la mairie et le nom de Armand Félix Marie Jobbé-Duval, un artiste du 15e arrondissement, est avancé. C'est le projet de Ferdinand Humbert, (1842-1934), qui y associa son ami Pierre Lagarde qui sera finalement retenu le 22 juillet 1884, date à laquelle ils obtiennent le prix d'exécution pour orner les murs de la salle des mariages.
Il participe en 1900 à la décoration de la grande salle du restaurant Le Train bleu de gare de Lyon à Paris avec un Vue de Fontainebleau, mais sa toile sera remplacée par celle de René Billotte intitulée L'Institut de Paris.
Il est membre sociétaire de la Société des artistes français, y parraina Henri Lebasque et fait partie avec Camille Bernier, Fernand Lequesne, Désiré Alfred Magne, Martin-Breton et Frédéric Humbert des abonnés de l'Opéra Garnier de Paris.
Pierre Lagarde est le beau-frère de la comédienne Jeanne Samary, qui avait épousé en 1880 son frère, le financier Paul Lagarde, malgré l'opposition de leurs parents. Il occupe au début du siècle la fonction de directeur artistique de la scène de l'Opéra de Paris.
Il est inhumé à Paris au cimetière du Père-Lachaise avec son père et sa mère dans la chapelle de famille Lagarde de Segonzac (25e division, chemin Molière).

## Œuvres
- Paris, mairie du 15e arrondissement, salle des mariages :
  - Les Fiançailles, 1885, huile sur toile marouflée ;
  - La Veillée, 1885, huile sur toile marouflée ;
  - La Famille, 1885, huile sur toile marouflée ;
  - La Charité, 1885, huile sur toile marouflée.
- Reims, Musée des Beaux-arts : 
  - Le Labour, fin XIXe siècle, pastel sec sur toile apprêtée beige tendue sur châssis ;
  - L'Inondation fin XIXe siècle, pastel sec sur toile apprêtée beige tendue sur châssis.
- Localisation inconnue :
  - Apparition aux bergers, Salon des artistes français de 1882, huile sur toile, achat de l'État ;
  - Jeanne d'Arc, Salon des artistes français de 1891, achat de l'État ;
  - La Retraite, huile sur toile, anciennement à Paris au musée du Luxembourg ;
  - Vue de Fontainebleau, 1900, huile sur toile, destinée au restaurant Le Train bleu, œuvre disparue.